# Habib Burgiba
Habib Burgiba (franc. Habib Bourguiba, arab. حبيب بورقيبة Ḥabīb Būrqība; ur. 3 sierpnia 1903 w Monastyrze, zm. 6 kwietnia 2000 tamże) – tunezyjski polityk, premier Królestwa Tunezji oraz minister spraw zagranicznych i obrony w latach 1956–1957, pierwszy prezydent niepodległej Tunezji w latach 1957–1987.

## Życiorys

### Działalność niepodległościowa
Urodził się jako siódme dziecko Alego Burgiby, emerytowanego porucznika armii beja Tunezji. W młodym wieku został wysłany z rodzinnej miejscowości Monastyr do szkoły w Tunisie. Tam został wprowadzony w świat kultury francuskiej i myśli zachodniej. W 1924 roku przybył do Paryża gdzie studiował prawo i politologię na Sorbonie. W trakcie odbywania studiów nawiązał kontakty z niepodległościowymi intelektualistami z Maroka i Algierii. Absorbowały go liczne filozoficzne i ideologiczne prądy o sekularystycznym wydźwięku.
Do ojczyzny powrócił w 1927 roku. Pracował jako prawnik, angażując się jednocześnie w walkę o niepodległość. Od 1928 roku pisał dla „L'Etendard Tunisien”, a w latach 1930-34 dla „Saut At-Tunisi”. W 1932 roku był jednym z współtwórców nacjonalistycznego pisma „L'Action Tunisienne”. Na ten czas przyszła również jego aktywność w partii Dustur. Z czasem uznał liderów Dustur za zbyt konserwatywnych i nieśmiałych. W 1934 roku wraz z kilkorgiem współpracownikiem utworzył osobną partię znaną pod nazwą Neo-Dustur. Przyszły prezydent w 1937 roku został sekretarzem generalnym partii, a ugrupowanie przybrało liberalny program, a jej celem była likwidacja kolonializmu. Burgiba został uznany za przywódcę ruchu wyzwoleńczego, przez co partia szybko została zdelegalizowana, a on sam osadzony w więzieniu. W 1936 roku opuścił więzienie i przystąpił do budowy struktur organizacyjnych ruchu niepodległościowego. Poparcia szukał głównie na wsi i pośród wielkomiejskich pracowników. Popierał współpracę ze związkami zawodowymi, a szczególnie utworzenie związku Union Générale des Travailleurs Tunisiens (poparcie było po części sposobem przeciwdziałania Confédération Générale des Travailleurs sympatyzującej z komunistami). Pod jego kierownictwem Neo-Dustur utworzyło organizacje mobilizacji studentów, rzemieślników, chłopstwa i kobiet. Z czasem instytucje te stały się podstawą działań Neo-Dustur.
W 1938 roku jako osoba niebezpieczna został wydalony do Francji, gdzie trafił do administrowanych przez armię więzień. W 1942 roku aresztowali go Niemcy. Odmówił kolaboracji zarówno Niemcom i Włochom, niemniej jednak Wehrmacht zezwolił mu na wyjazd do Tunisu. W 1945 roku wyjechał do Egiptu. Na emigracji podróżował po krajach Europy (Belgia, Szwajcaria), Bliskiego Wschodu, Azji Wschodniej (Indie, Pakistan, Indonezja) i po Stanach Zjednoczonych. Liczne podróże miały służyć pozyskania zwolenników dla sprawy niepodległości. W 1949 roku powrócił do Tunezji. W 1952 ponownie aresztowany, osadzony pierwotnie w Tunezji, a później we Francji. W 1954 roku francuski rząd rozpoczął negocjacje z Burgibą, uznając przy tym autonomię wewnętrzną kraju. W czerwcu 1955 roku wynegocjował podpisanie konwencji nadającej Tunezji autonomię. W tym samym roku został zwolniony z więzienia. Francuzi ograniczyli się do kontroli nad sprawami obrony i sprawami zagranicznymi. Neo-Dustur wszedł w skład rządu autonomii, a Burgiba umocnił władzę w partii doprowadzając do usunięcia z niej swoich przeciwników.

### Lider niepodległej Tunezji
W 1956 roku został premierem niepodległego kraju. W 1957 roku gdy parlament zniósł monarchię, wprowadzając republikę, został jej prezydentem (od 1974 dożywotnim). Wybory z 1959 roku zakończyły się całkowitym zwycięstwem partii Neo-Dustur, która zdobyła wszystkie spośród 90 miejsc w Zgromadzeniu narodowym. Liberalizował życie Tunezji. Priorytetowymi reformami w tym zakresie były te, dotyczące poprawy warunków życia i pozycji kobiet w społeczeństwie. W ramach laicyzacji wprowadzając kodeks prawny i cywilny nie patrzył na zasady islamu (religię uważał za hamulec rozwoju). Prezydent wprowadził równouprawnienie kobiet, zakazał rodzinnego decydowania o małżeństwach, dał kobietom równe szanse w uzyskaniu rozwodów i wprowadził minimalny wiek dziewcząt wychodzących za mąż na 17 lat. Dziewczęta zyskały dostęp do powszechnej edukacji w której obowiązywał zakaz noszenia tradycyjnego hidżabu (który osobiście nazywał „wstrętną szmatą“). Zakazał zawierania związków poligamicznych. Administracja przeszła proces tunezyfikacji mający na celu zastąpienie pracowników francuskich odpowiednikami tunezyjskimi. Wojsko silnie podporządkował rządowi, a na nakłady na zbrojenie przeznaczał jedynie 10% budżetu.
Polityka gospodarcza Tunezji pod rządami Burgiby oparta była na elementach socjalizmu. Znacjonalizował on niektóre zagraniczne firmy, a ziemię obcokrajowców przekazał Tunezyjczykom. W ramach skrętu w stronę politycznej lewicy w 1964 przekształcił  roku Neo-Dustur w Dusturowską Partię Socjalistyczną. W 1969 roku powrócił do wcześniej wyznawanych zasad gospodarczego liberalizmu.
Utrzymywał dobre stosunki z Zachodem, w tym (przez większość czasu) z Francją oraz USA (które wspomogły technologiczną modernizację Tunezji). Relacje z Francją uległy czasowemu pogorszeniu w trakcie wojny algierskiej, gdy wspierał algierskie dążenia niepodległościowe. Prezydent finansował wówczas Front Wyzwolenia Narodowego oraz pozwalał partyzantom na schronienie się w Tunezji. W akcji odwetowej Francuzi przeprowadzili bombardowanie terenów wokół tunezyjskiego Sakiet Sidi Jusef będącego miejscem schronienia algierskich rebeliantów. W odpowiedzi na bombardowanie Burgiba wydalił z kraju ambasadora Francji, zażądał ewakuacji pozostałych jeszcze wojsk francuskich z obszaru Tunezji i zarządził blokadę francuskiej bazy marynarki na terenie kraju. Na relacje francusko-tunezyjskie negatywnie wpłynęło ponadto wywłaszczenie osadników francuskich. Po zakończeniu wojny algierskiej relacje uległy normalizacji. W 1963 roku kraj opuścili ostatni żołnierze francuscy.
Uznawana za niezaangażowaną polityka Burgiby obejmowała poparcie dla ruchów wyzwoleńczych kontynentu. W latach 60. spotkał się on z Nelsonem Mandelą i wsparł (poprzez dotacje na zakup broni) Afrykański Kongres Narodowy walczący z reżimem apartheidu. Zaopatrywał też ugrupowania niepodległościowe toczące angolską wojnę o niepodległość oraz Erytrejski Front Wyzwolenia.
W 1958 roku włączył Tunezję do Ligi Państw Arabskich. W styczniu 1974 roku ogłosił unię polityczną z Libią. Unia przyjęła nazwę Arabskiej Republiki Islamskiej. Ruch okazał się bardzo niepopularny w Tunezji i wkrótce upadł. Ku niezadowoleniu arabskich sojuszników prezentował umiarkowane, konstruktywne stanowisko względem Izraela. Choć skłonny do dialogu, w trakcie wojny sześciodniowej (1967) i wojny Jom Kipur (1973) Burgiba wysłał niewielkie siły na wsparcie siłom antyizraelskim. W 1982 roku zaoferował OWP przeniesienie swoich struktur z Libanu do Tunezji. Zaproszenie zostało przyjęte, a w 1985 roku palestyńskie bazy zostały zbombardowane przez lotnictwo izraelskie. W rezolucji 573, Rady Bezpieczeństwa Organizacji Narodów Zjednoczonych, zatwierdzonej jednogłośnie, potępiano izraelski atak jako rażące naruszenie suwerenności Tunezji oraz uznano, iż zaatakowana strona ma prawo do otrzymania odpowiedniego odszkodowania.
W latach 70. doszło do rozłamów w rządzącej partii, w wyniku których powstały ruchy opozycyjne. Burgiba stawał się coraz bardziej autorytarny, a jego obietnice liberalizacji systemowej nie doczekały się realizacji. W latach 80. doszło do ożywienia się islamistów. Zamachy bombowe przeprowadzane przez religijnych fundamentalistów poskutkowały atakami sił bezpieczeństwa na to środowisko (co nierzadko wiązało się z nadużyciami). 7 listopada 1987 został odsunięty od władzy przez generała Zajna al-Abidina ibn Alego. Oficjalnym powodem zmian na stanowisku prezydenta był zły stan zdrowia Burgiby. Ostatnie lata życia spędził w areszcie domowym. Zmarł w 2000 roku. Został pochowany w rodzinnym mauzoleum.

### Rodzina
Pierwszą żoną prezydenta była Francuzka Mathilde Lorrain (1927), z którą rozwiódł się w 1961 roku. Kolejną wybranką Burgiby była Tunezyjka Wassila ben Ammara, z którą rozwiódł się w 1986 roku.
Miał jednego syna Habiba Burgibę juniora (ur. 9 kwietnia 1927, zm. 28 grudnia 2009).